# Krynka (rivière)
La rivière Krynka (en ukrainien : Кринка ; en russe : Крынка) est un cours d'eau d'Ukraine et de Russie, appartenant au bassin versant du fleuve Mious, qui se jette dans la mer d'Azov.

## Géographie
La rivière Krynka se forme à la confluence des cours d'eau Sadki et Boulavyn, sur le Plateau du Donets, près de la ville de Ienakiieve, dans l'oblast de Donetsk, en Ukraine. Après un parcours de 180 km, où la rivière traverse l'oblast de Rostov, en Russie, elle se jette dans le fleuve Mious, à 84 km de son embouchure.